# Bebelis schwarzi
Bebelis schwarzi là một loài bọ cánh cứng trong họ Cerambycidae.